# Stefan Everts

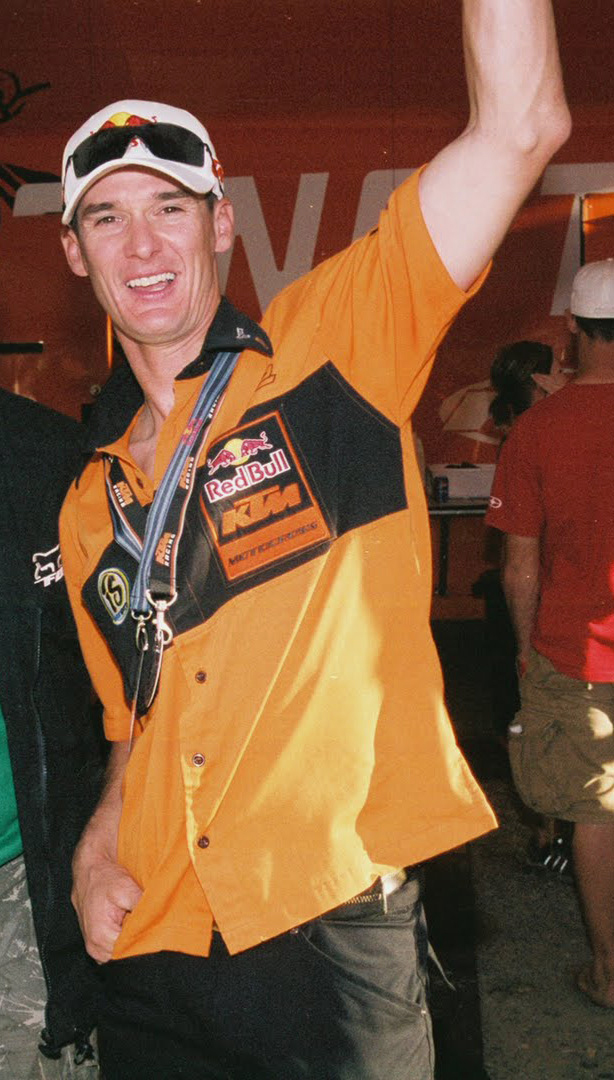
Stefan Everts 2009

Stefan Everts, född 25 november 1972 i Bree, Belgien, är 10-faldig världsmästare i motocross. Ingen annan har vunnit så många VM i motocross. Den som har varit närmast är Antonio Carioli, med 9 VM-titlar.

## Karriär
Stefan Everts vann sitt första VM 1991 med en Suzuki. Nästa år, 1992 skadade han sig i Tyskland. Han kom tillbaka säsongen 1993–1994, då han slutade tvåa på sin Kawasaki. 1995 vann han igen. Sedan vann han både 1996 och 1997 med sitt nya team, Honda. År 1998 kom han tvåa. Nästa gång vann han 2001 med en Yamaha och efter det vann han 2002, 2003, 2004, 2005 och 2006. 2006 var hans sista säsong och då vann han alla deltävlingar utom en. Det har ingen gjort före honom, ingen har ens varit i närheten.
Han är också teamchef för KTM och han körde den svenska enduro-tävlingen Gotland Grand National 2007. Everts ledde in på sista varvet men tvingades bryta på grund av att kylarna blev igentäppta av lera och jord vilket ledde till att hojen blev överhettad och kom därför ett varv efter segraren Mats "Lappen" Nilsson, Everts slutade på en 23:e plats i Elitklassen (Klass 1).
2008 stod Stefan Everts åter på startlinjen i Gotland grand national men tvingades bryta på det 6:e varvet efter att ha varit i ledningen i början av loppet.
Dokumentärfilmen Stefan Everts Stairway to glory visar Everts karriär mellan 1991 och 2006.

## VM-titlar och klasser
I Motocross finns tre klasser. Fram till 2003 hette de MX 125, MX 250 och MX 500. Efter 2003 bytte de namn så att MX 125 blev MX2. MX 250 blev MX1 och MX 500 blev MX3. 

### Lista över Stefan Everts VM-segrar

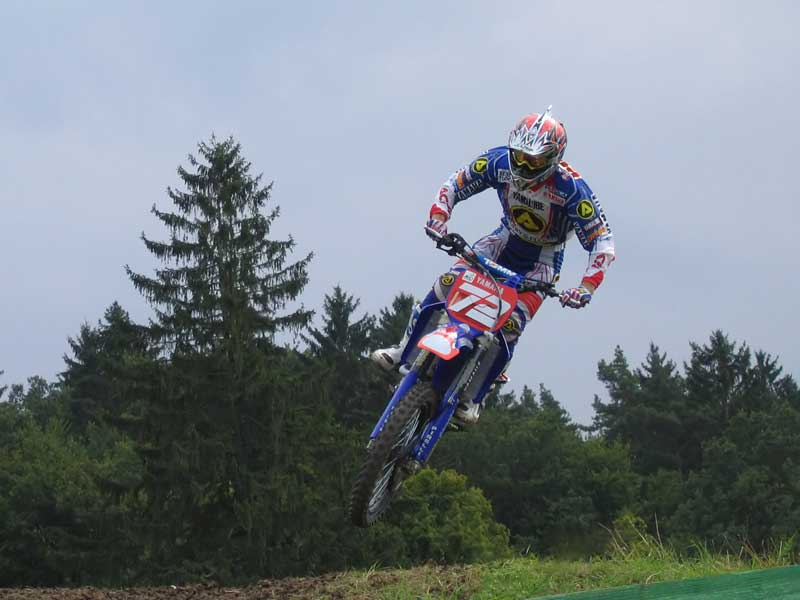
Stefan Everts under Tysklands Grand Prix 2005 i Gaildorf

- 1991: MX 125
- 1995: MX 250
- 1996: MX 250
- 1997: MX 250
- 2001: MX 500
- 2002: MX 500
- 2003: MXGP (MX1)
- 2004: MX1
- 2005: MX1
- 2006: MX1

## Rekord
- 10 gånger världsmästare i motocross.
- 101 Grand Prix-vinster.
- Vann 14 av 15 GP säsongen 2006.
- Andra man (efter Eric Geboers) att bli "Mr. 875cc", alltså att bli världsmästare i alla tre klasserna MX1/MX2/MX3 (125/250/500cc).
- Han vann 3 GP på en och samma dag, 125, MXGP och 500.
- Enda föraren som har vunnit VM på alla de fyra japanska märkena: Suzuki, Kawasaki, Honda och Yamaha.